# NGC 4861
NGC 4861 (również IC 3961, PGC 44536, UGC 8098 lub Arp 266) – magellaniczna galaktyka spiralna z poprzeczką (SBm), znajdująca się w gwiazdozbiorze Psów Gończych. Odkrył ją William Herschel 1 maja 1785 roku. Jest to galaktyka gwiazdotwórcza.